# Fuencaliente de la Palma (ort)
Fuencaliente de la Palma är en ort i Spanien.   Den ligger i provinsen Provincia de Santa Cruz de Tenerife och regionen Kanarieöarna, i den sydvästra delen av landet, 1 800 km sydväst om huvudstaden Madrid. Fuencaliente de la Palma ligger 698 meter över havet och antalet invånare är 1 894. Den ligger på ön Isla de La Palma.
Terrängen runt Fuencaliente de la Palma är varierad. Havet är nära Fuencaliente de la Palma åt sydväst. Närmaste större samhälle är El Paso, 17,9 km norr om Fuencaliente de la Palma. 